# Augsburger Straße (Dachau)
Die Augsburger Straße ist eine innerstädtische Straße in der großen bayerischen Kreisstadt Dachau. Sie beginnt im Teil nördlich der Amper ungefähr am Rathaus an der Straßenkreuzung, an der Konrad-Adenauer-Straße, Karlsberg und Augsburger Straße aufeinandertreffen. Sie verläuft in nordwestlicher Richtung und geht nach ungefähr 2,5 Kilometern in die Staatsstraße 2047 über.

## Gebäude
Insgesamt befinden sich auf der Augsburger Straße mehr als ein Dutzend Gebäude, darunter auch die kath. Kirche St. Jakob, die als Baudenkmal in der Bayerischen Denkmalliste eingetragen sind. Das ehemalige Palais Minucci im Haus mit der Nummer 3 beinhaltet das Bezirksmuseum Dachau. Das Haus mit der Nummer 23 ist ein nach dem Schriftsteller Ludwig Thoma benannter Veranstaltungsort.
Das Wohnhaus in der Augsburger Straße 5 ist ein ehemaliges Baudenkmal. Es war früher einmal in der Denkmalliste eingetragen, jetzt aber nicht mehr.

## Galerie

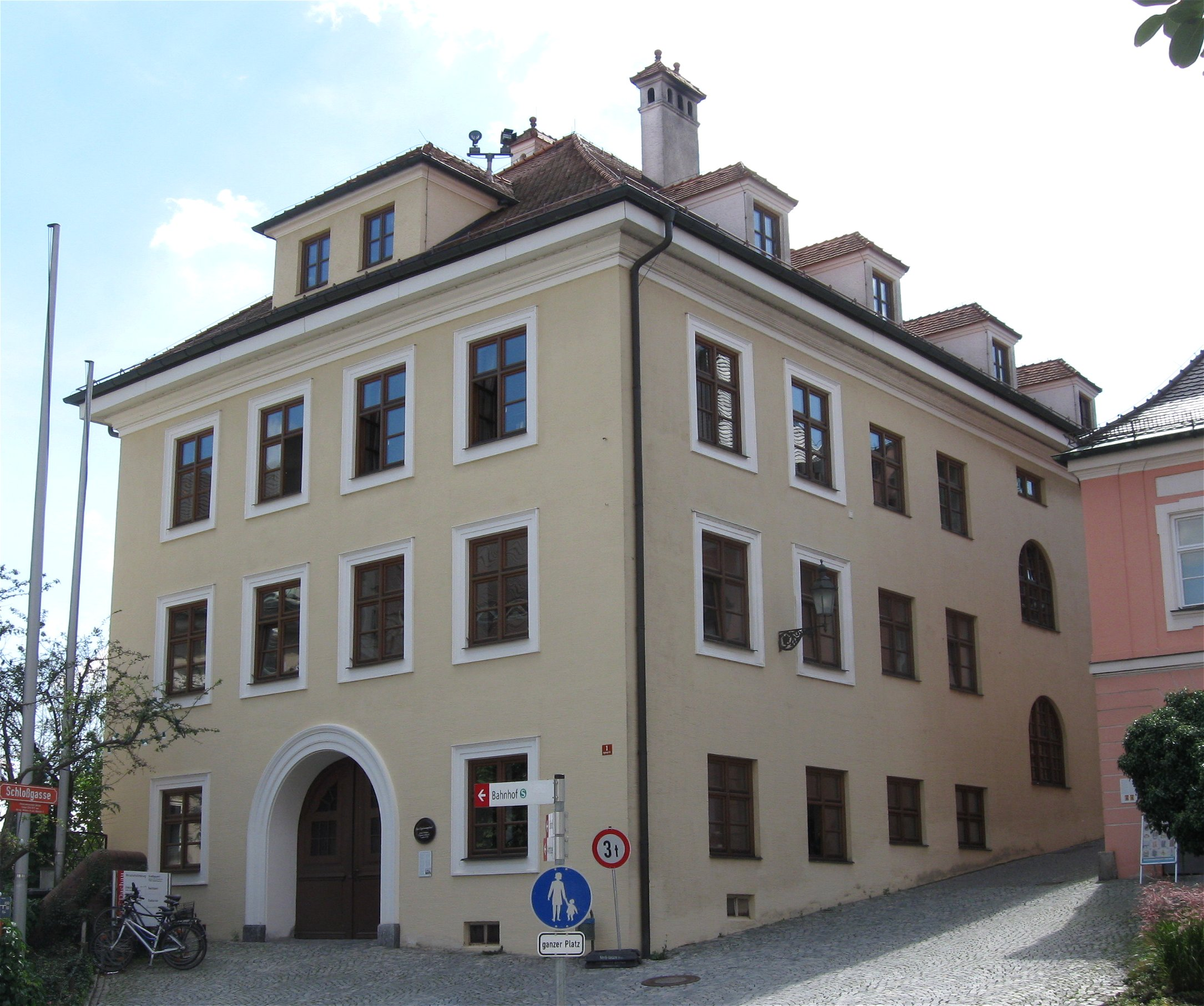
Ehemaliges Hafenhaus, Augsburger Straße 1
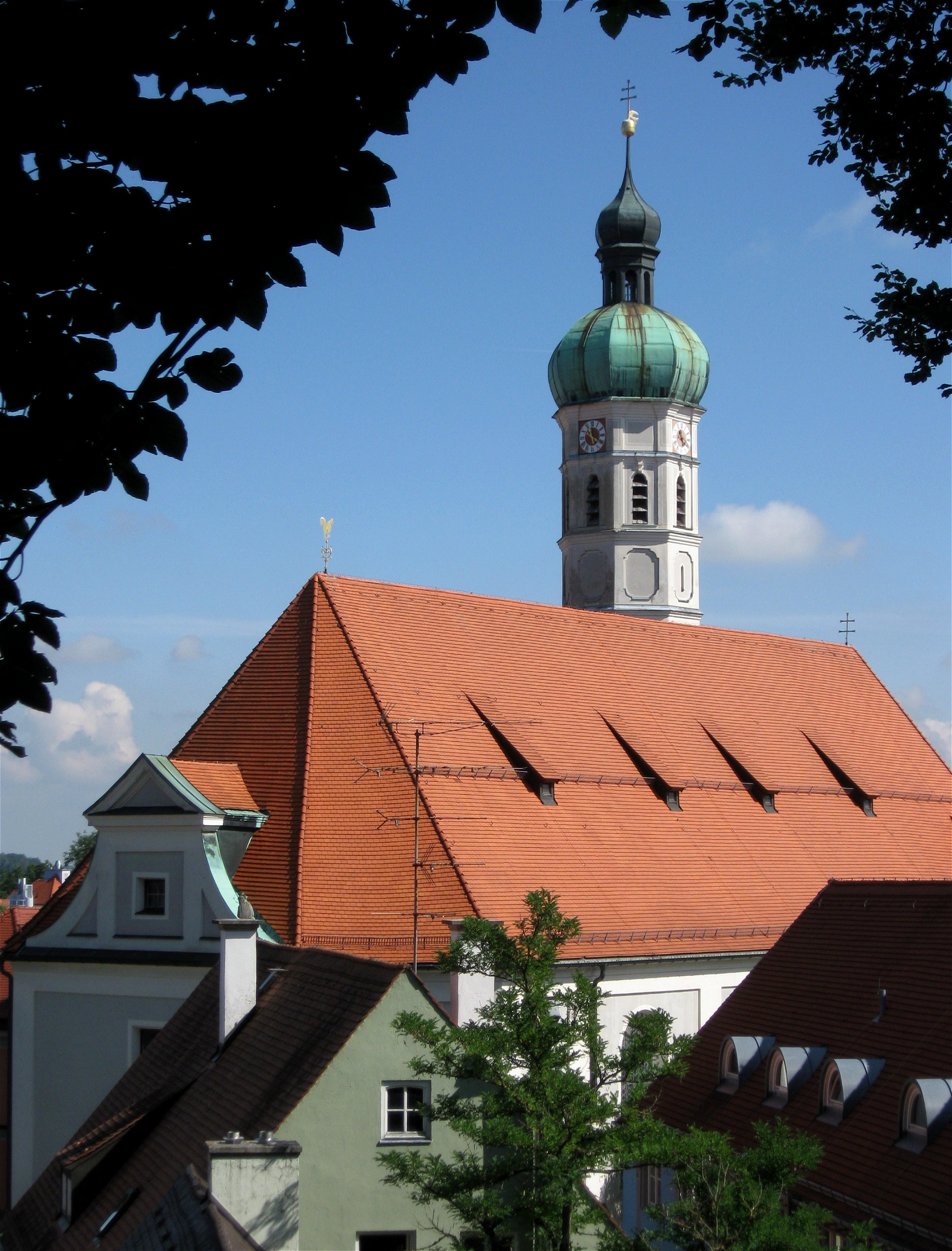
kath. Kirche St. Jakob, Augsburger Straße 2
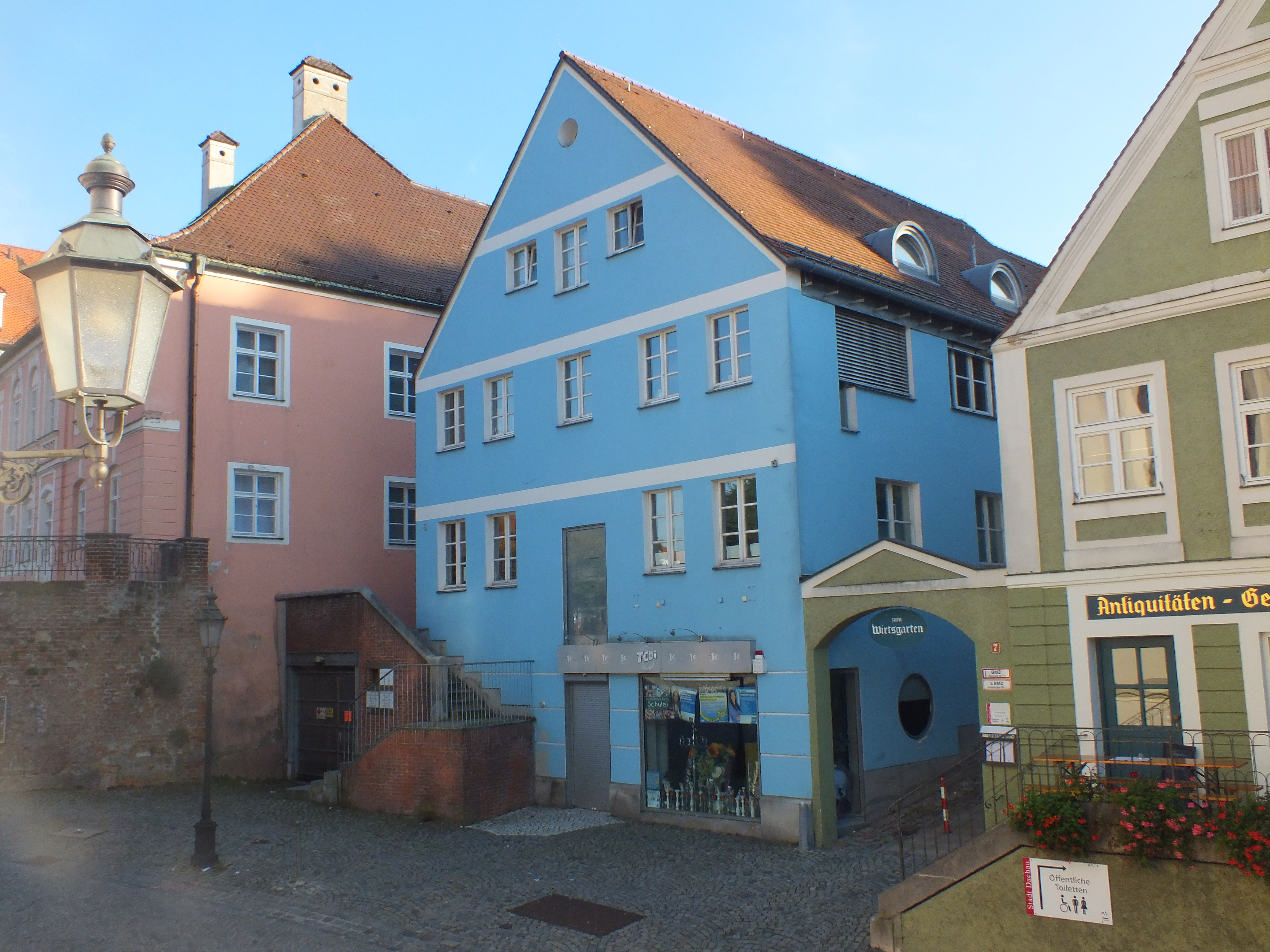
Wohnhaus, Augsburger Straße 5 (ehemaliges Denkmal)
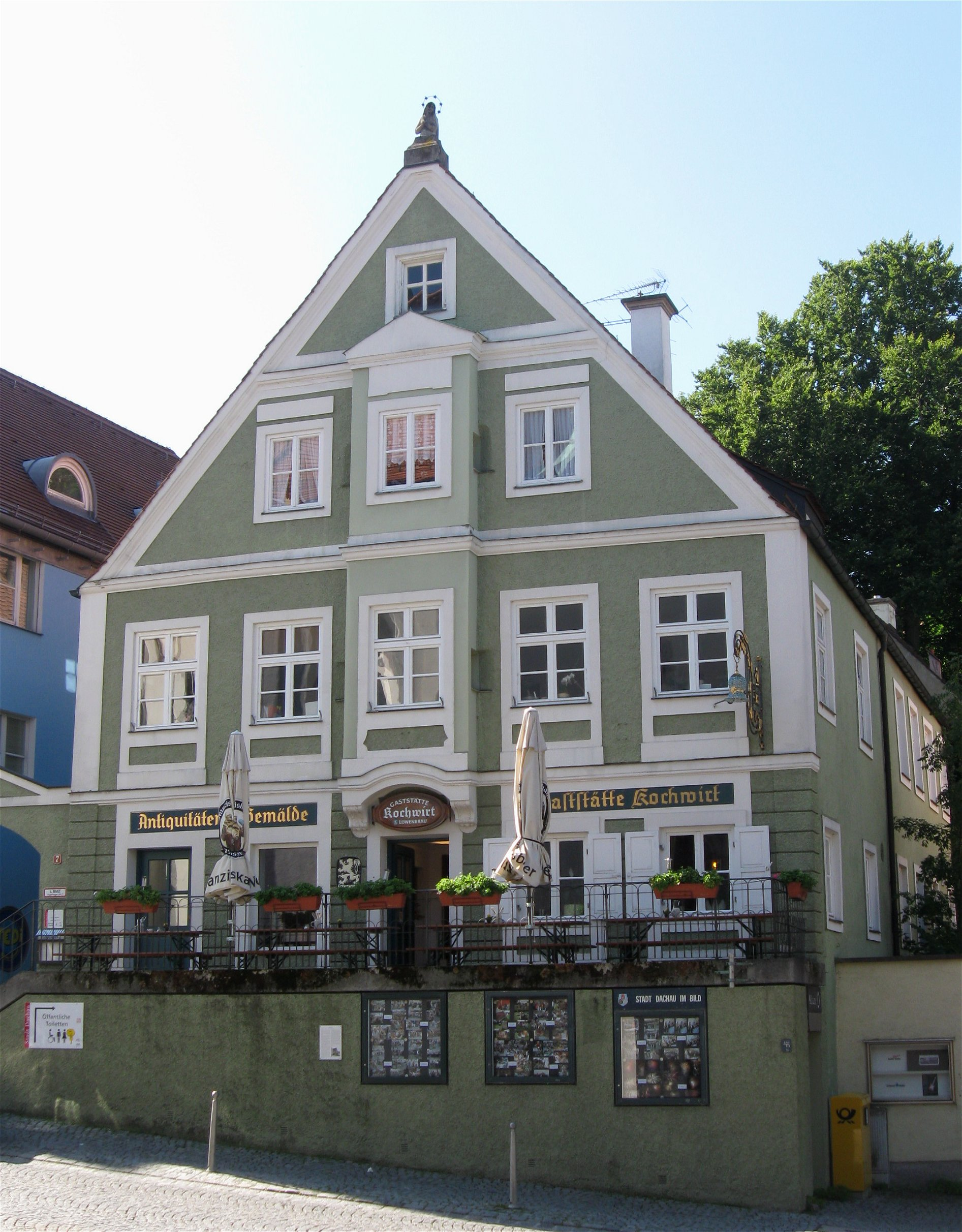
Gasthaus „Zum Kochwirt“, Augsburger Straße 7
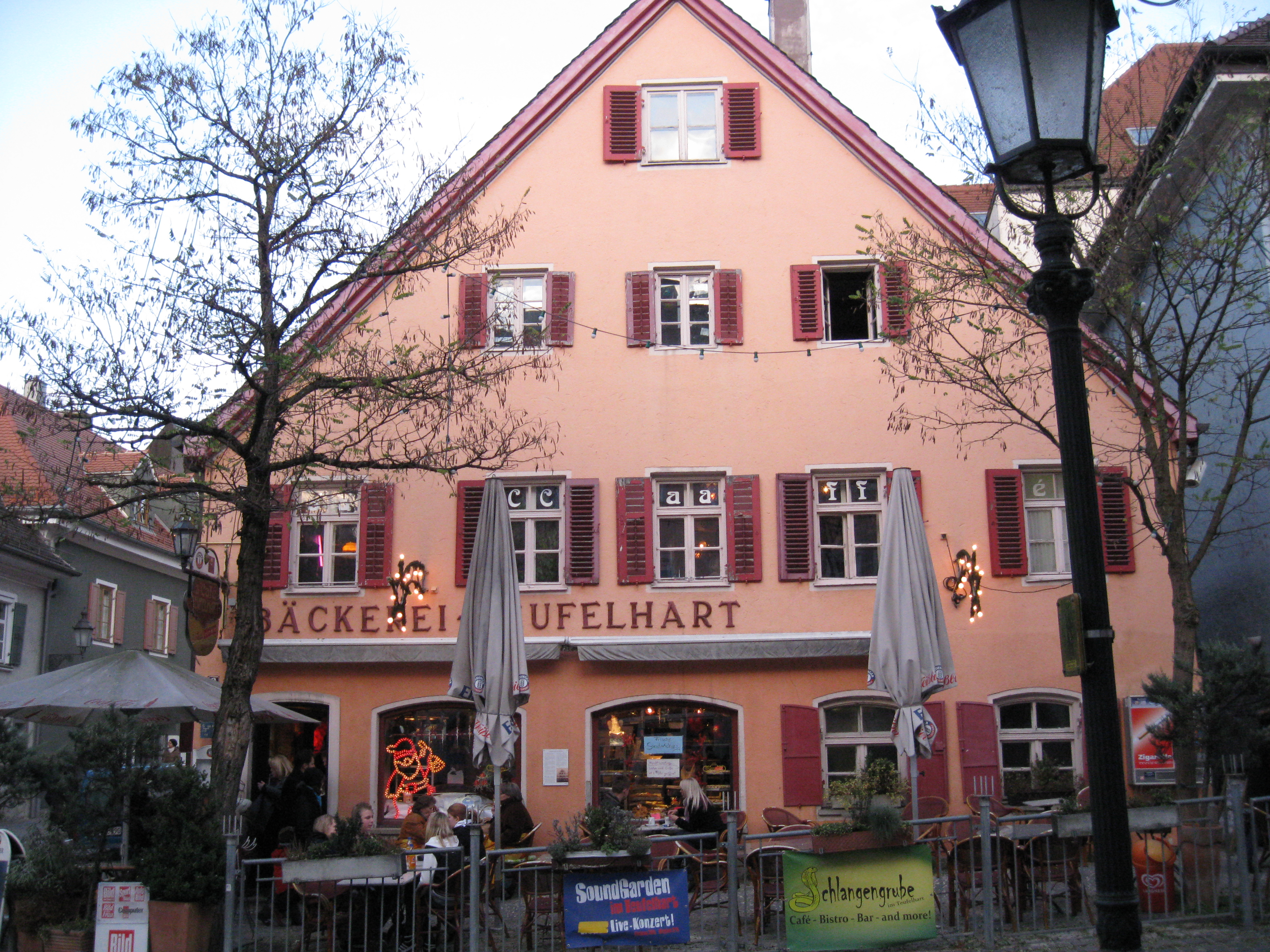
Wohnhaus, Augsburger Straße 8
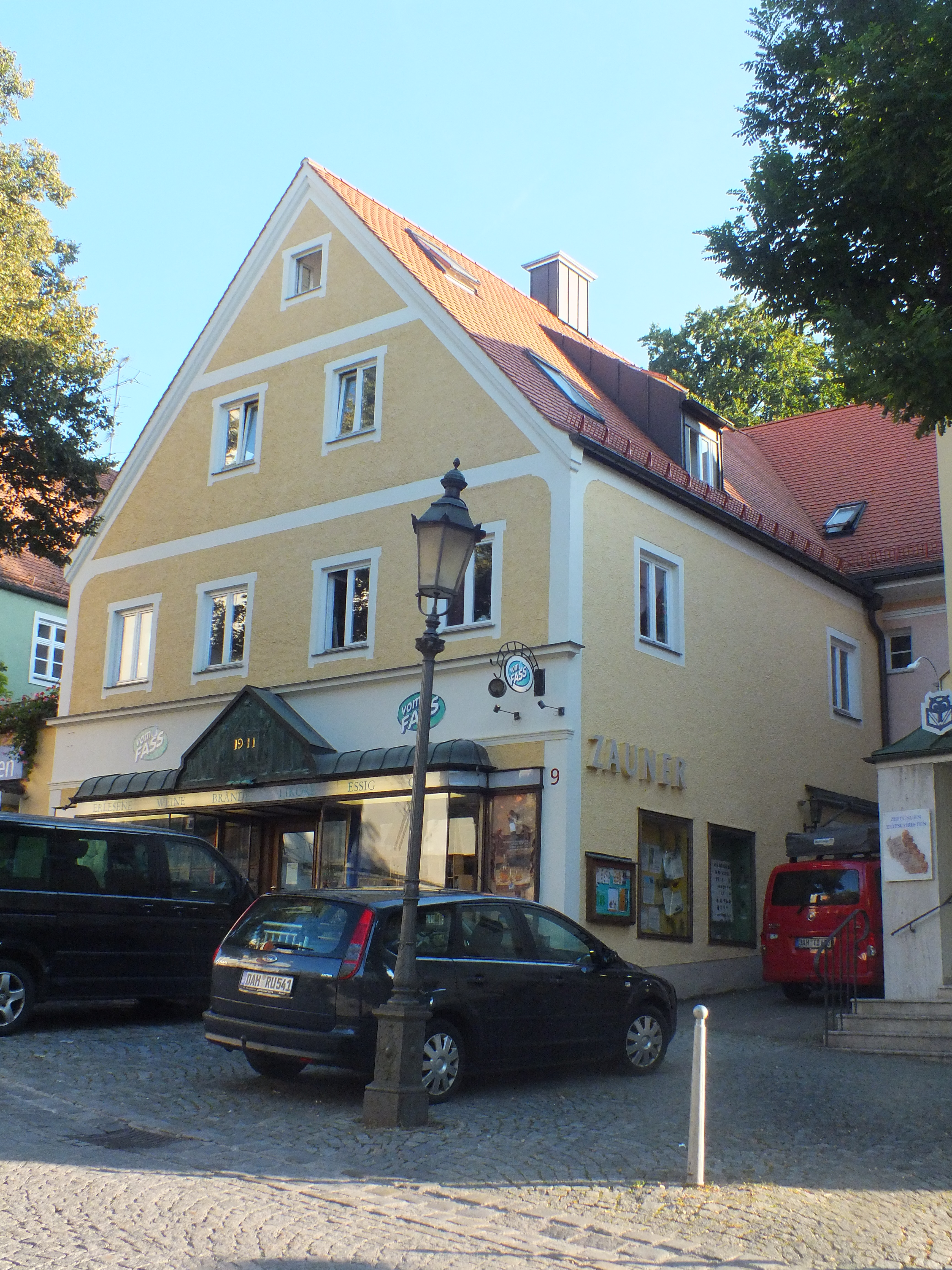
Wohn- und Geschäftshaus, Augsburger Straße 9
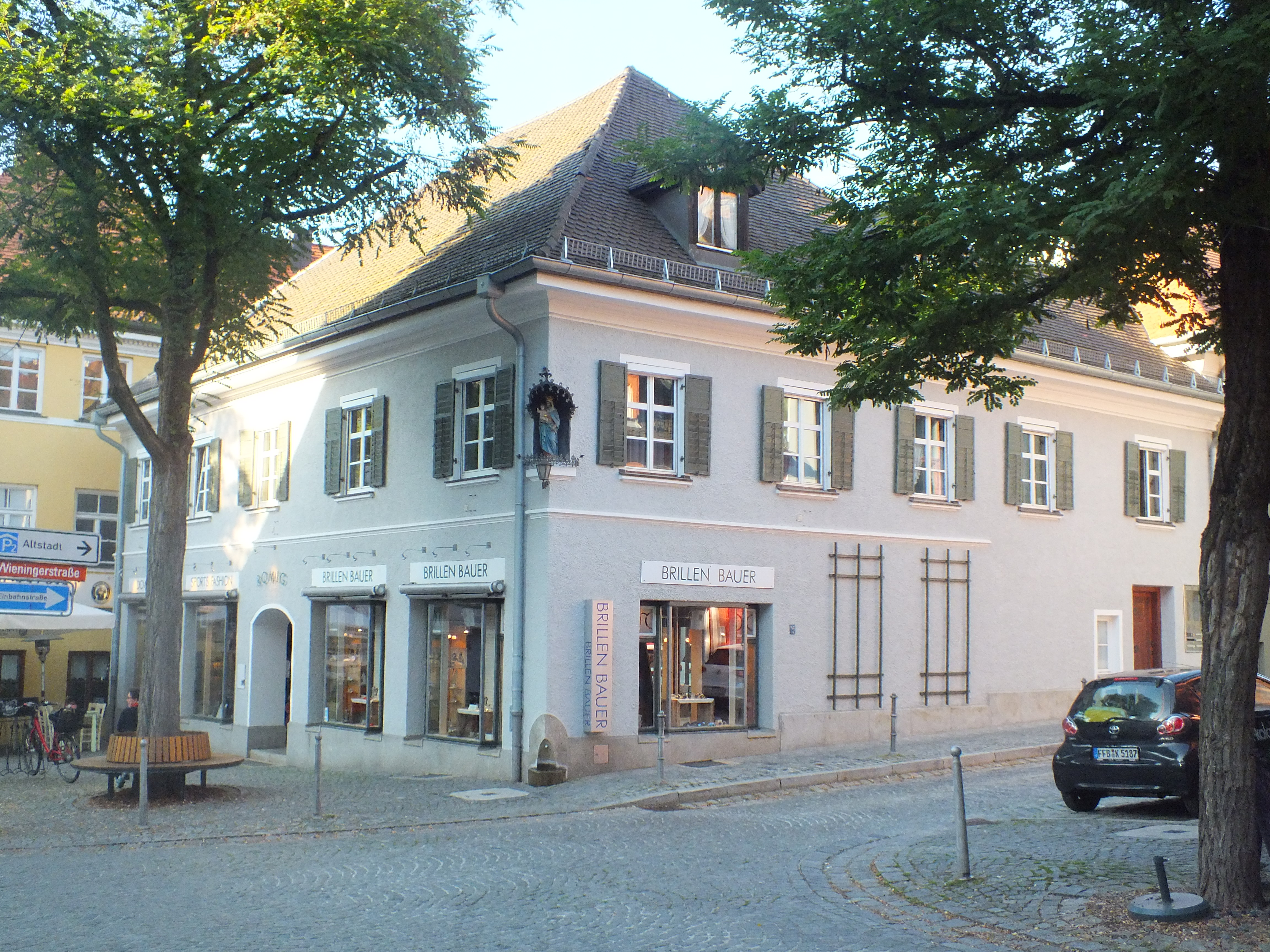
Walmdachhaus, Augsburger Straße 10
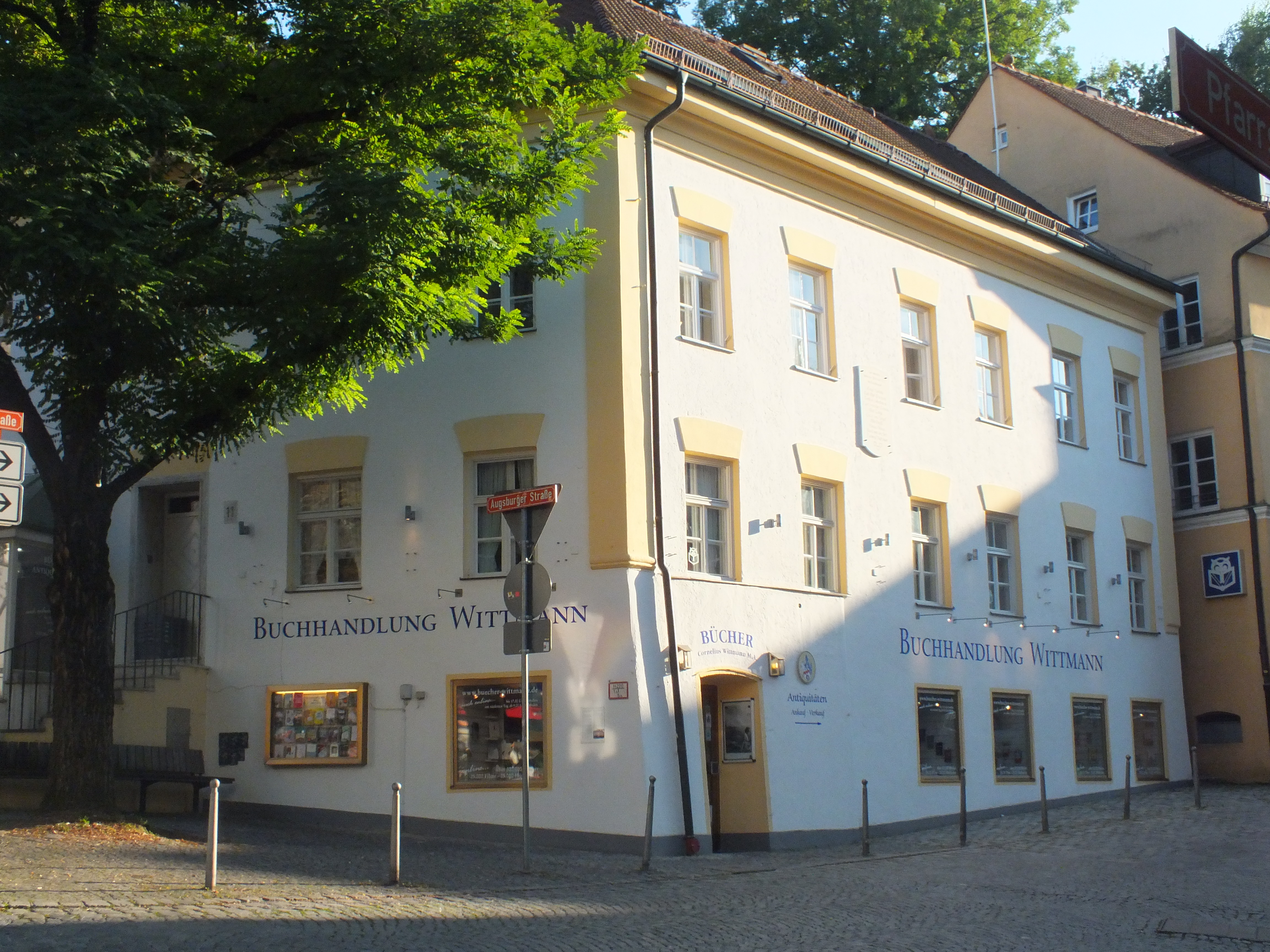
Traufseithaus, Augsburger Straße 11
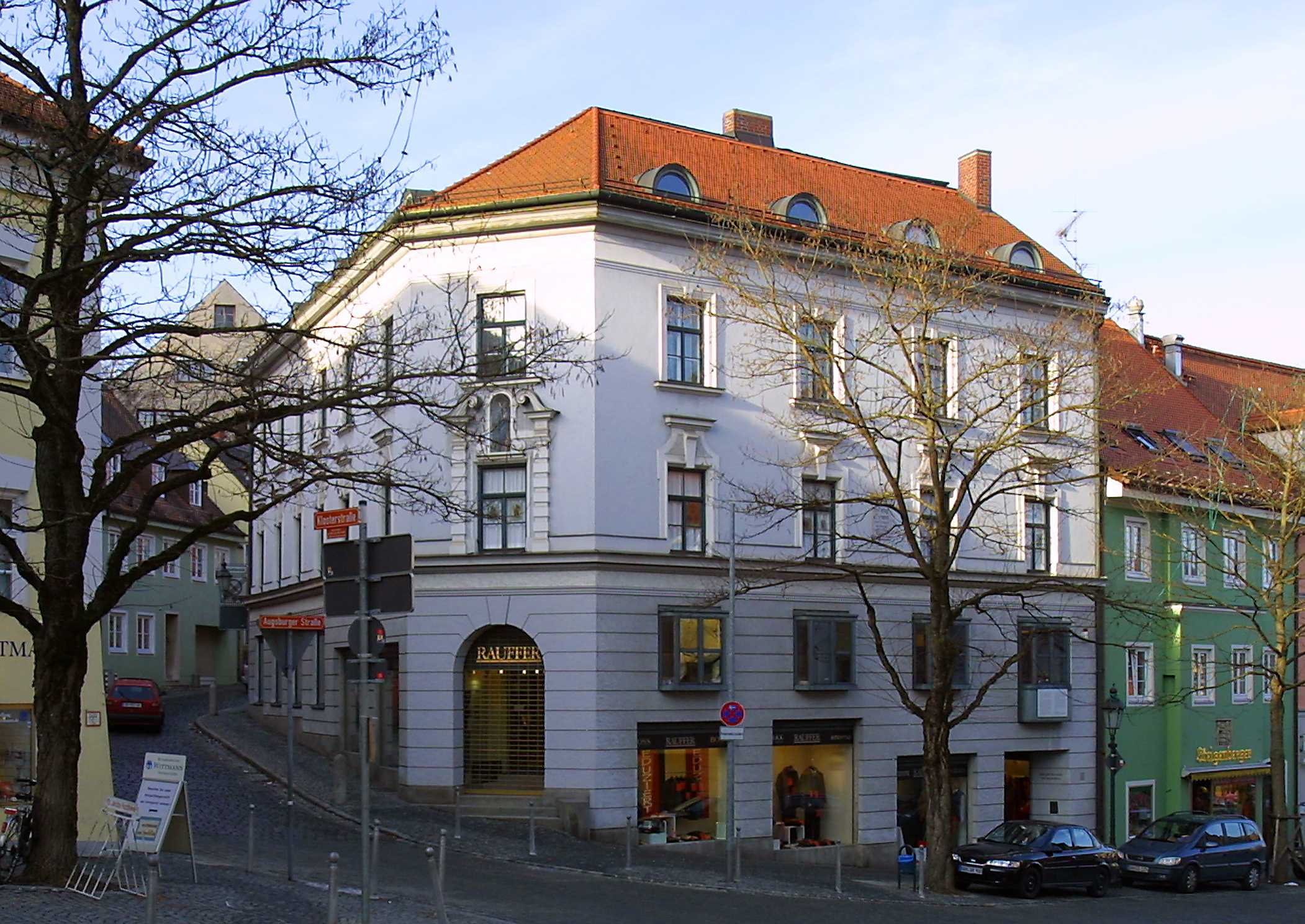
Raufferhaus, Augsburger Straße 13
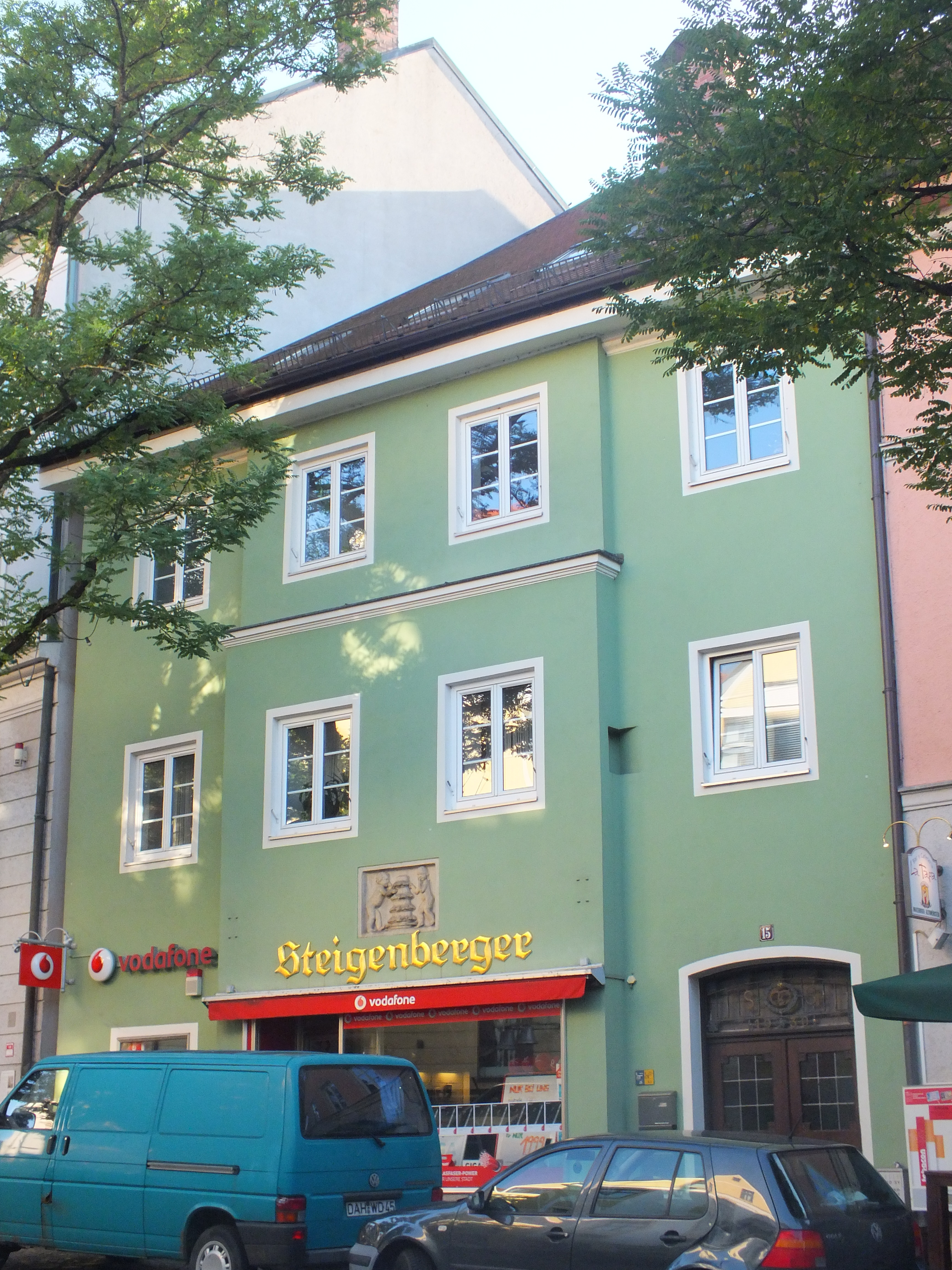
Traufseithaus, Augsburger Straße 15
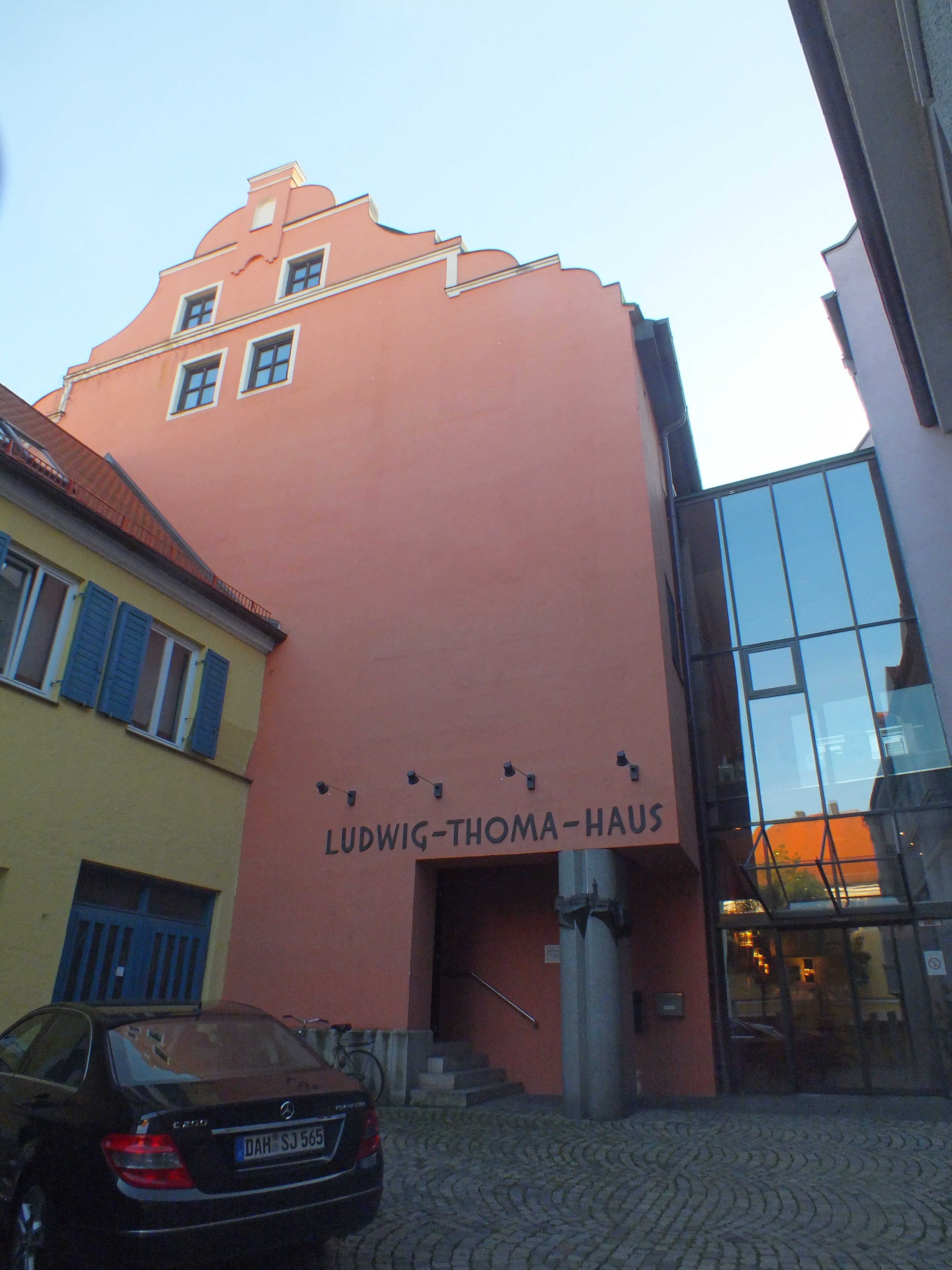
Ludwig-Thoma-Haus, Augsburger Straße 23, Spitalgasse 6, 8
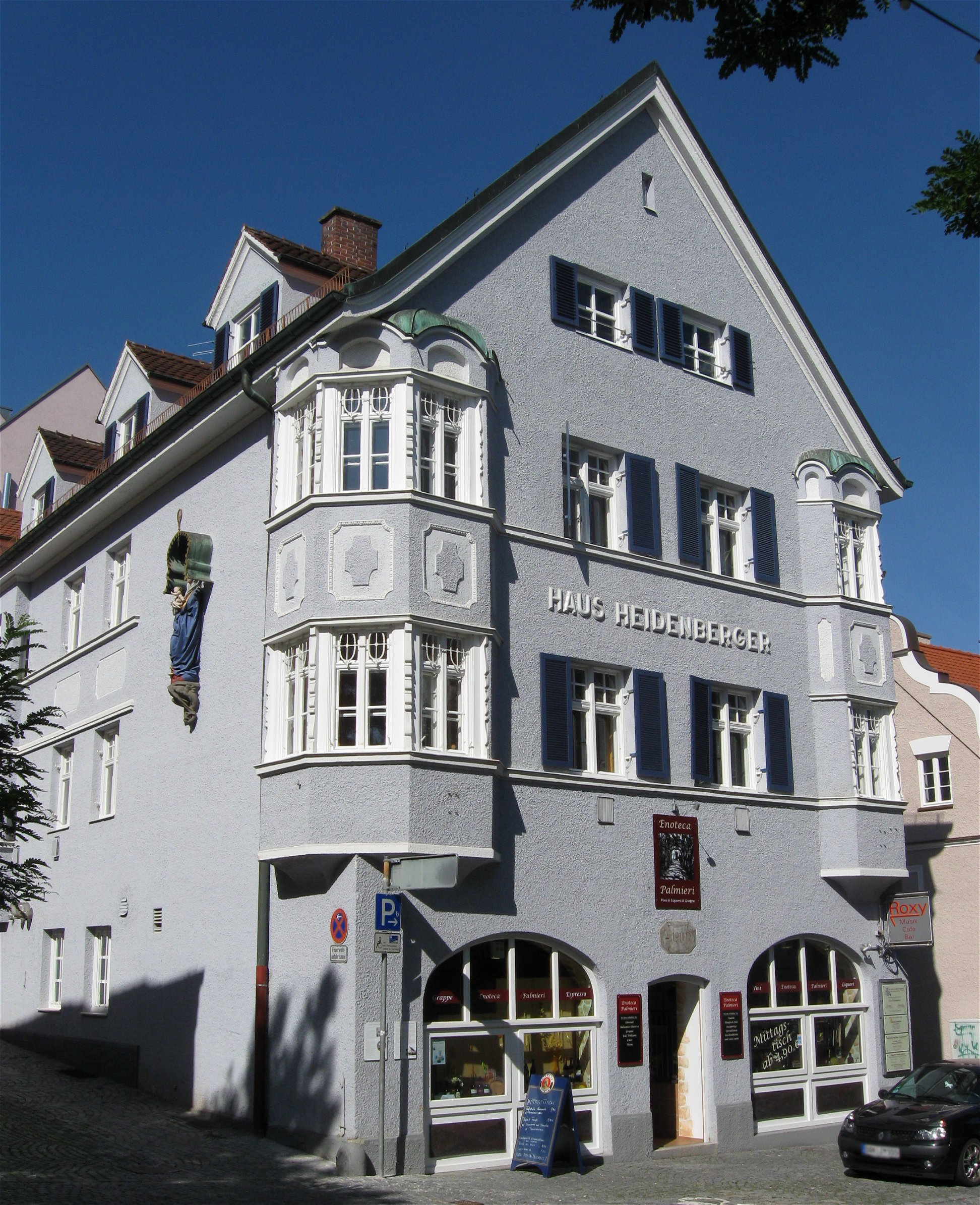
Wohn- und Geschäftshaus, Augsburger Straße 25
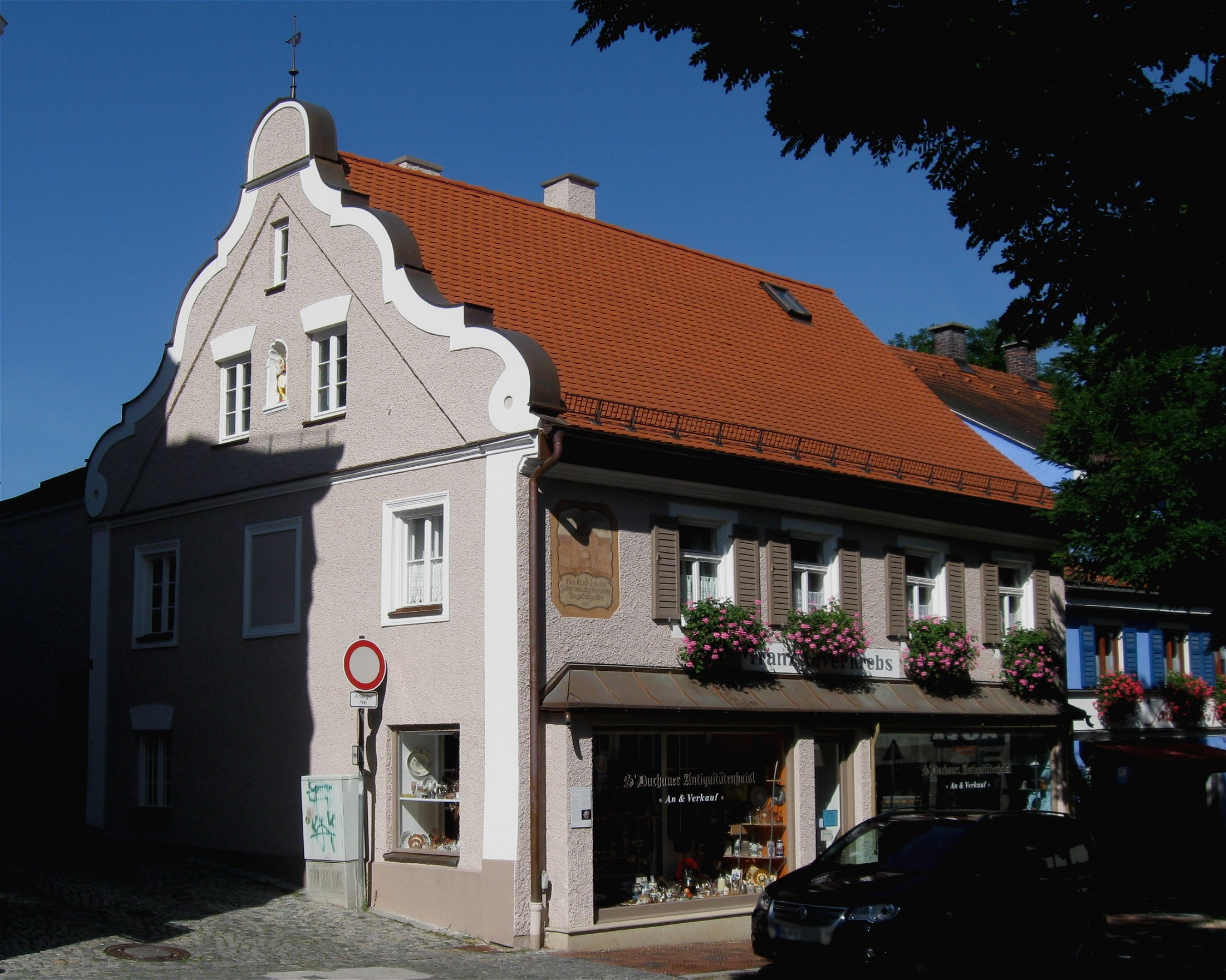
Wohnhaus, Augsburger Straße 27
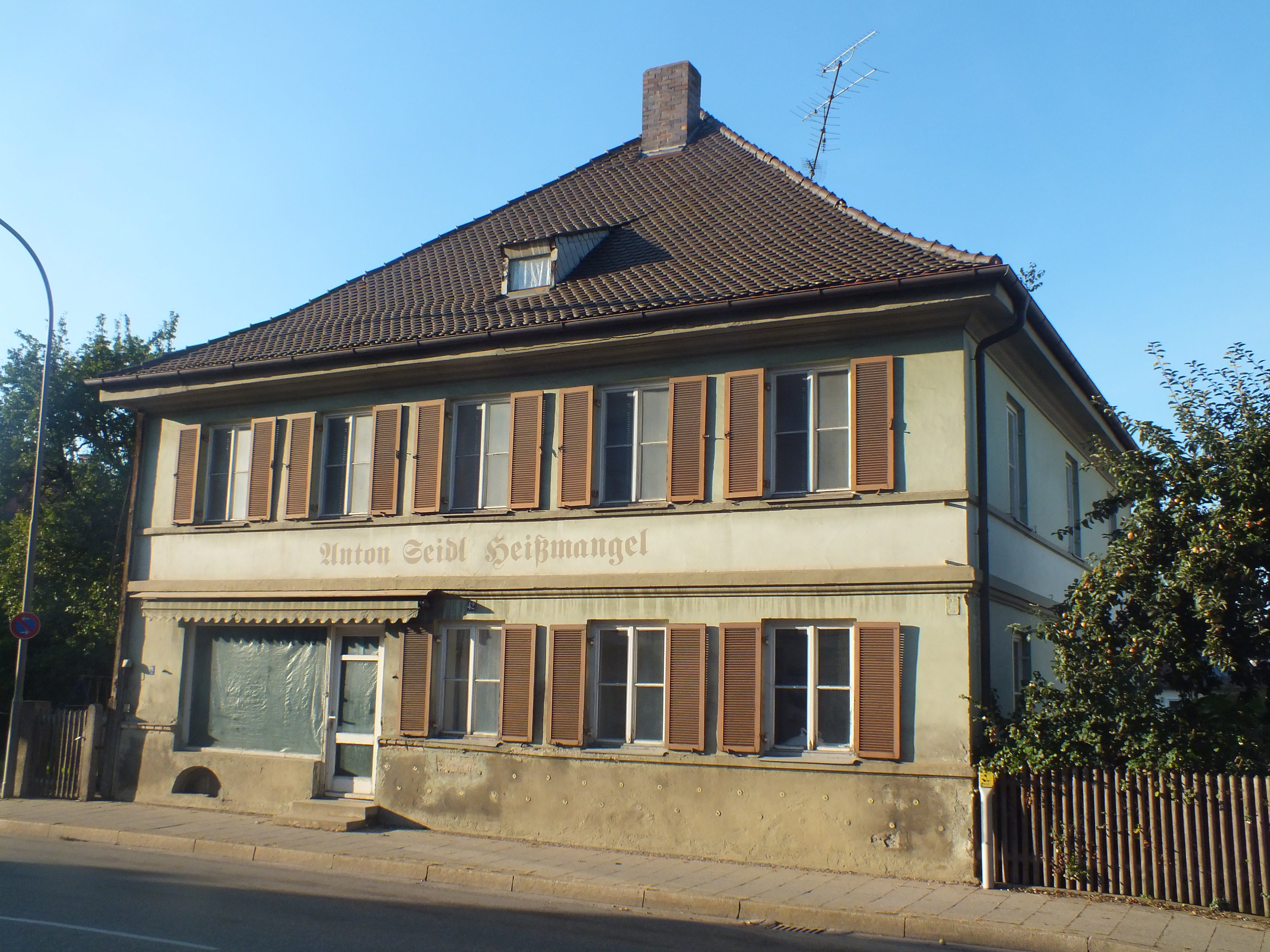
Walmdachhaus, Augsburger Straße 42

Info: Zum Denkmal Augsburger Straße 56 gibt es mit Stand Januar 2023 kein Foto.